# Ptericoptus crassicornis
Ptericoptus crassicornis là một loài bọ cánh cứng trong họ Cerambycidae.